# Praehelichus sinensis
Praehelichus sinensis is een keversoort uit de familie ruighaarkevers (Dryopidae). De wetenschappelijke naam van de soort werd in 1888 gepubliceerd door Leon Fairmaire.